# Michał Domaradzki
Michał Domaradzki (ur. 14 lipca 1973 w Skarżysku-Kamiennej) – polski funkcjonariusz Policji, nadinspektor Policji, były lubelski komendant wojewódzki Policji, w latach 2014-2015 komendant stołeczny Policji.

## Życiorys
Absolwent II Liceum Ogólnokształcącego im. Adama Mickiewicza w Skarżysku-Kamiennej. Ukończył Wyższą Szkołę Policji w Szczytnie oraz Wyższą Szkołę Pedagogiczną w Kielcach, uzyskując w 1998 tytuł magistra politologii.
Od 1992 był funkcjonariuszem komendy powiatowej Policji w Skarżysku-Kamiennej, pełniąc w latach 1999–2003 funkcję naczelnika sekcji kryminalnej, a od 2004 do 2006 – komendanta powiatowego. Przez następne dwa lata był komendantem powiatowym Policji w Ostrowcu Świętokrzyskim, a w latach 2008–2009 komendantem miejskim w Kielcach. Od 2009 związany ze świętokrzyską komendą wojewódzką, w tym od 2010 jako pierwszy zastępca komendanta wojewódzkiego.
W latach 2012–2013 był pierwszym zastępcą komendanta stołecznego Policji. Od czerwca 2013 do września 2014 pełnił funkcję lubelskiego komendanta wojewódzkiego. 2 września 2014 został powołany na stanowisko komendanta stołecznego. W 2015 mianowany na stopień nadinspektora Policji.
W listopadzie 2022 r. na polecenie Prokuratury Regionalnej w Szczecinie został zatrzymany w związku z podejrzeniem nielegalnego udostępniania informacji niejawnych. Postępowanie dotyczyło afery wokół zakładów chemicznych w Policach. 6 maja 2024 został oczyszczony z zarzutów, a prokuratura regionalna w Łodzi prawomocnie umorzyła prowadzone wobec niego postępowanie.

## Odznaczenia
Odznaczony m.in. Brązowym Krzyżem Zasługi (2004) i Srebrnym Medalem za Zasługi dla Straży Granicznej (2015).